# George Moore (romancista)
George Augustus Moore (Ballyglass, 24 de fevereiro de 1852 - Pimlico, 21 de janeiro de 1933) foi um romancista, contista, poeta, crítico de arte, memorialista e dramaturgo irlandês. Moore veio de uma família católica romana, dona de terras, que vivia em Moore Hall, em Carra, Condado de Mayo. Originalmente, Moore queria ser um pintor, e estudou arte em Paris durante a década de 1870. Lá, tornou-se amigo de muitos dos principais artistas franceses da época.
Como autor naturalista, ele foi um dos primeiros escritores de língua inglesa a absorver as técnicas do realismo francês, tendo sido influenciado particularmente pelas obras de Émile Zola. De acordo com o crítico literário e biógrafo Richard Ellmann, seus trabalhos influenciaram James Joyce e, embora a obra de Moore seja por vezes vista como secundária em relação às literaturas irlandesa e britânica, ele é frequentemente citado como o primeiro grande romancista moderno irlandês.